# Hampton Bishop
Hampton Bishop – wieś w Anglii, w hrabstwie Herefordshire. Leży 6 km na wschód od miasta Hereford i 184 km na zachód od Londynu.